# Ziya Müezzinoğlu
Ziya Müezzinoğlu né le 5 mai 1919 à Kayseri et mort le 13 juin 2020 à Istanbul, est un haut-fonctionnaire et homme politique turc.
Il termine ses études secondaires au lycée Kayseri en 1938, diplômé de la faculté des sciences politiques de l'Université d'Ankara en 1942. Il travaille comme un inspecteur des finances, devient directeur général du Trésor (1959-1962). Membre de l'Assemblée constituante en 1961. Entre 1962-1964, sous-secrétaire d'État de l'Organisation de Planification d'État (DPT). Ambassadeur de Turquie en Allemagne de l'Ouest (1964-1967). Représentant permanent de Turquie auprès de la Communauté économique européenne (1967-1971). Ministre des finances (1972-1973 et 1978-1979) et du commerce (1977). Sénateur de Kayseri (1975-1980). Il parle l'anglais, le français, l'allemand.